# Höllviken

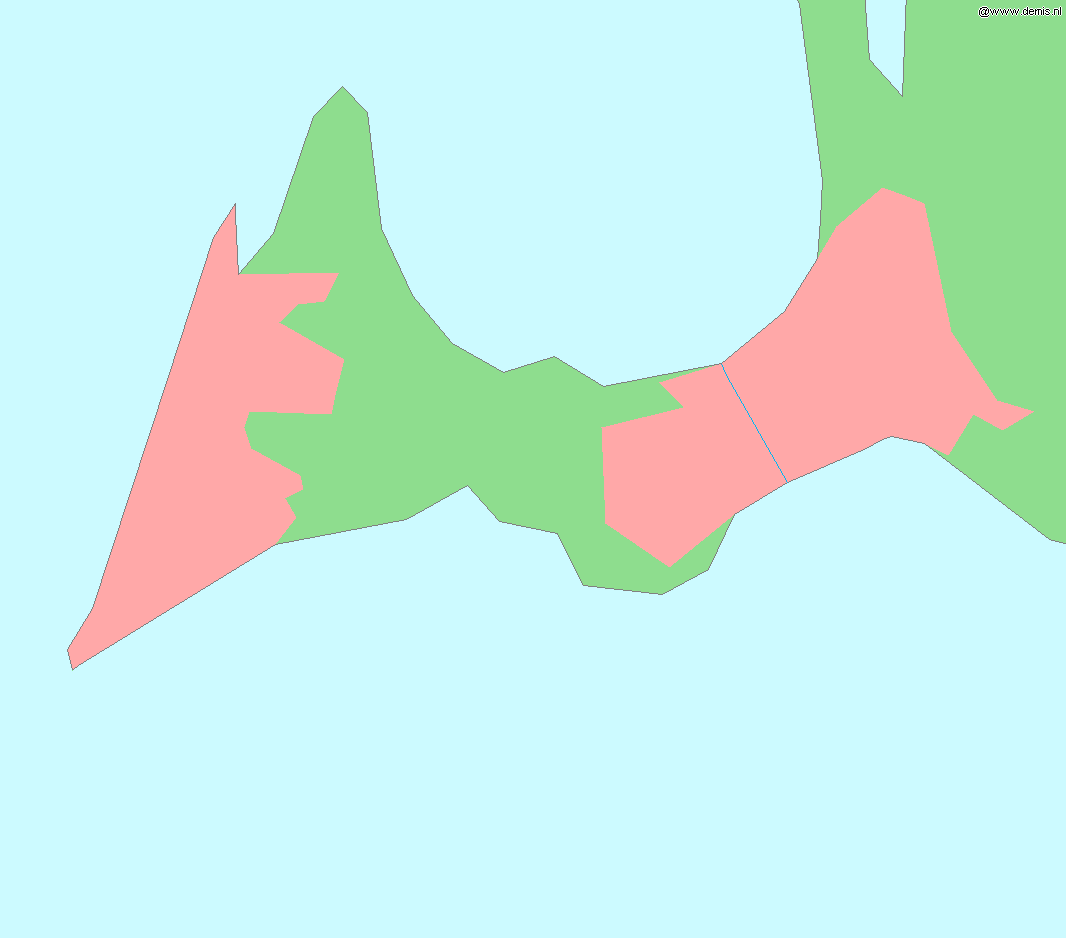
Położenie tätortu Höllviken na tle półwyspu Falserbonäset (po prawej stronie; następnie kolejno kanał Falsterbokanalen oraz tätorty Ljunghusen i Skanör med Falsterbo)

Höllviken – miejscowość (tätort) w południowej Szwecji, w regionie administracyjnym (län) Skania. Największa pod względem zaludnienia i powierzchni miejscowość (tätort) gminy Vellinge.
W 2010 Höllviken liczyło 10 607 mieszkańców.

## Geografia
Höllviken położone jest w południowo-zachodniej części równiny Söderslätt w prowincji historycznej (landskap) Skania, ok. 20 km na południe od Malmö, u nasady półwyspu Falsterbonäset, pomiędzy zatokami Höllviken (część Öresundu) i od której pochodzi współczesna nazwa miejscowości, a zatoką Kämpingebukten po południowej stronie. Kanał Falsterbokanalen stanowi zachodnią granice miejscowości. Po drugiej stronie kanału położona jest miejscowość Ljunghusen.

## Historia
Najstarszą częścią współczesnego tätortu Höllviken jest Kämpinge, stara osada rybacka położona nad niewielką zatoką bałtycką, Kämpingebukten. Rozwój, położonego na północny zachód od Kämpinge, Höllviken rozpoczął się wraz z otwarciem w 1904 nieistniejącej już linii kolejowej Hvellinge-Skanör-Falsterbo Järnväg (następnie Falsterbobanan, zlikwidowana w 1971), zapewniającej przez Vellinge połączenie m.in. z Malmö. Zdecydowaną większość ówczesnej zabudowy stanowiły otoczone sosnowym lasem domy letniskowe. Dopiero od lat 50. XX wieku rozpoczął się napływ stałych mieszkańców. Zabudowa letniskowa została w większej części stopniowo zamieniona na zabudowę willową, dostosowaną do zamieszkania przez cały rok.

## Atrakcje turystyczne
Höllviken jest popularnym, szczególnie latem, ośrodkiem turystycznym. Na północnych obrzeżach miejscowości położone jest muzeum archeologiczne Fotevikens Museum.